# Recherche & formation
La revue Recherche & formation est une revue scientifique française à comité de lecture qui publie des articles dans le domaine de l'éducation et de la formation.

## Présentation
La revue est créée en 1987, Recherche & formation était éditée par l'Institut national de recherche pédagogique. À la suite de la dissolution de cet institut en 2010, c'est l'Institut français de l'éducation (composante de l'École normale supérieure de Lyon) qui édite désormais la revue.
Recherche & formation s'adresse aux chercheurs, enseignants-chercheurs et formateurs.
Elle figure sur la liste de revues de sciences de l'éducation considérée comme qualifiantes par l'HCERES et sur la liste publiée par l'AECSE (Association des enseignants et chercheurs en sciences de l'éducation). Elle bénéficie par ailleurs d'un suivi du service Veille et Analyse de l'Institut français de l'éducation.